# Danúbio-Ries
Danúbio-Ries (em alemão:  Donau-Ries) é um distrito da Alemanha, na região administrativa da Suábia, estado da Baviera.

## Cidades e municípios
| Cidades                                                                                     | Municípios | |
| ------------------------------------------------------------------------------------------- | --- | --- |
| 1. Donauwörth 2. Harburg 3. Monheim 4. Nördlingen 5. Oettingen in Bayern 6. Rain 7. Wemding | 1. Alerheim 2. Amerdingen 3. Asbach-Bäumenheim 4. Auhausen 5. Buchdorf 6. Daiting 7. Deiningen 8. Ederheim 9. Ehingen am Ries 10. Forheim 11. Fremdingen 12. Fünfstetten 13. Genderkingen 14. Hainsfarth 15. Harburg 16. Hohenaltheim 17. Holzheim 18. Huisheim 19. Kaisheim | 1. Maihingen 2. Marktoffingen 3. Marxheim 4. Megesheim 5. Mertingen 6. Mönchsdeggingen 7. Möttingen 8. Munningen 9. Münster 10. Niederschönenfeld 11. Oberndorf am Lech 12. Otting 13. Reimlingen 14. Rögling 15. Tagmersheim 16. Tapfheim 17. Wallerstein 18. Wechingen 19. Wolferstadt |